# Бичкрофт, Чарльз
Чарльз Бичи Кей Бичкрофт (англ. Charles Beachey Kay Beachcroft; 1870, Rickmansworth, Хартфордшир — 1 июля 1928, Мельбурн) — британский крикетист, чемпион летних Олимпийских игр 1900.
На Играх участвовал в единственном крикетном матче Великобритании против Франции, выиграв который, он получил золотую медаль. Всего он набрал 77 очков, став самым результативным игроком соревнований.